# Eptacordo
L'eptacordo è uno strumento a sette corde riferibile alla lira greca. Secondo la tradizione l'inventore è  Terpandro, poeta del VII secolo a.C., che avrebbe portato il numero delle corde di questa lira a sette.